# Алиса (фильм, 2002)
«Алиса» (фр. Alice) — французская драма 2002 года режиссёра Sylvie Ballyot.

## Сюжет
Глубоко похороненные чувства и воспоминания просыпаются, когда сестра Алисы собралась выйти замуж. Боль прошлого переплетается с болью настоящего, отношения Алисы с подругой начинают разваливаться. У Алисы с сестрой глубокая связь, не только эмоциональная, но и сексуальная. Теперь она готова оборваться. Это невыносимо для Алисы. Сестра, доминирующая в сексе, является для неё защитной стеной от воспоминаний детства, когда Алису насиловал собственный отец. Теперь, когда эта стена рушится, ничто не может удержать боль. Алиса остаётся один на один с кошмарными страхами детства и превращается в ребёнка, которого вряд ли кто способен понять.

## В ролях
| В ролях         |  | Персонаж      |
| --------------- |  | ------------- |
| Anne Bargain    |  | Алиса         |
| Lei Dinety      |  | Эльза, сестра |
| Fabrice Cals    |  | Кузен         |
| Violetta Ferrer |  | Бабушка       |

| В ролях          |  | Персонаж           |
| ---------------- |  | ------------------ |
| David Kammenos   |  | Атом, жених сестры |
| Alain Lahaye     |  | Отец               |
| Armelle Legrand  |  | Мать               |
| Elodie Mennegand |  | Манон              |